# Henri Tonnet
Henri Tonnet (* 1942) ist ein französischer Neogräzist und war Professor für Neugriechische Sprache und Kultur an der Universität Paris IV–Sorbonne.
Nach dem Studium der Lettres classiques und der neugriechischen Sprache und Literatur an der Sorbonne, das er mit einem Doctorat de 3e cycle im Neugriechischen abschloss, erwarb Tonnet 1979 das Doctorat d’État im Altgriechischen mit einer thèse über den attizistischen Geschichtsschreiber Arrian. Tonnet hatte danach zunächst den Lehrstuhl für Neugriechisch am  INALCO inne. Seit 2003 war er Professor für Neugriechische Sprache und Kultur an der Universität Paris IV. Er war zugleich Direktor des Institut Néo-hellénique der Sorbonne, Herausgeber der Revue des Études Néo-helléniques, der Cahiers balkaniques und Präsident der Société des Études néo-helléniques.
Im Bereich der Altphilologie hat sich Tonnet mit dem Historiker Arrian und dessen attizistischen Schriften beschäftigt. Im Bereich des Neugriechischen arbeitet Tonnet sowohl sprachwissenschaftlich als auch literaturwissenschaftlich, insbesondere zum Roman und zur Novelle. Darüber hinaus betätigt er sich auch als Übersetzer neugriechischer Literatur.

## Schriften (Auswahl)
Monographien
- Manuel d’accentuation grecque moderne. Paris, Klincksieck, 1984.
- Recherches sur Arrien. Sa personnalité et ses écrits atticistes. Amsterdam, Hakkert, 1988 (Thèse de doctorat d’État).
- Histoire du grec moderne. La formation d’une langue. Zweite Auflage. Paris, Langues et mondes - L’Asiathèque, 2003.
  - Griechische Übersetzung: Ιστορία της Νέας Ελληνικής Γλώσσας. Η διαμόρφωση της. Athen, Papadimas, 1995.
- mit Georges Galanes: Méthode de grec. 2 Bde. Paris, L’Asiathèque, 1995–1996, zweite Aufl. 1999.
- Histoire du roman grec des origines à 1960. Paris, L’Harmattan, 1996, Auszüge online.
  - Griechische Übersetzung: Ιστορία του ελληνικού μυθιστορήματος. Athen, Patakis, 1999.
- Études sur la nouvelle et le roman grecs modernes. Paris-Athen, Daedalus, 2002.
- Précis pratique de grammaire grecque moderne. Paris, Langues et mondes, 2006.

Übersetzungen
- Grégoire Palaiologue, O Polypathis / L’Homme aux mille mésaventures. Texte établi, traduit et annoté par Henri Tonnet, Paris, L’Harmattan, 2000.
- Kosmas Politis, Eroica. Paris, Le Griot, 1992.
- Alexis Pansélinos, La Grande Procession. Paris, Le Griot, 1994.
- Alexis Pansélinos, Zaïde ou le chameau dans la neige. Paris, Gallimard, « Du monde entier », 2001.
- Christophoros Milionis, La Nouvelle grecque (Genèse et évolution). Publications Langues’O - Néféli, 2004.